# Вильгельм из Хирзау
Вильгельм из Хи́рзау, Вильгельм из Хирсау, Вильгельм Гиршауский (лат. Willehelmus Hirsaugensis, Guilielmus Hirsaugiensis); умер 4 июля, 1091, Хирзау) — баварский монах-бенедиктинец, аббат монастыря Хирзау (1069—1091), теоретик музыки, астроном.

## Очерк биографии и творчества
Воспитывался в регенсбургском Санкт-Эммераме. На должности аббата монастыря в Хирзау (назначен в 1069 году, фактически занял её в 1071 году) развил бурную деятельность по реформированию монастырской жизни (так называемая «реформа Хирзау»), курировал строительство нового монастыря Святых Петра и Павла (окончено после смерти Вильгельма, к середине XII века). 
Занимался наукой и литургикой, в том числе, упорядочением музыкального оформления богослужения. Возможно, еще в Регенсбурге написал прозиметром обширный трактат о музыке (условное название — «Musica», точная дата написания неизвестна), центральная тема которого — новое учение о монодических церковных тонах. Вильгельм подробно обсудил образование ладов из видов первых консонансов и основные модальные категории. Формальную структуру ладов пытался связать с расчётом интервалов диатонического звукоряда на монохорде; эту корреляцию сам Вильгельм обозначил как «теорему тропов» (theorema troporum), или «решето монохорда» (cribrum monochordi). Смысл схемы — наглядно представить 4 наложенных друг на друга монохорда, с указанием важнейших ступеней каждого из четырёх парных ладов (прот, девтер, трит, тетрард).
Главные авторитеты Вильгельма — Боэций, Герман из Райхенау, Псевдо-Одо и Гвидо Аретинский. Впервые в истории музыкальной науки выступил с критикой Боэция. В главе 16 «Qualiter Boetius et caeteri musici in D. et d. erraverint» («Как Боэций и другие музыканты ошибались в трактовке D и d»), он указал на то, что описанный Боэцием «гипермиксолидийский троп» является октавным дубликатом «дорийского тропа» (то есть первого церковного тона). Вильгельм также полемизирует с Гвидо Аретинским, например, он выражает несогласие с его требованием высотной корреляции начал и окончаний мелодических фраз с тоном финалиса; на его взгляд такая корреляция встречается «скорее редко, чем часто». Также он ставит в упрёк Гвидо игнорирование двойной функции октавного звукоряда от D до d1 (автентического I тона и плагального VIII тона) и т. д. 
Язык Вильгельма нельзя назвать простым, а стиль (в отличие от трактатов Псевдо-Одо и Гвидо) дидактическим. Свои теоретические заключения и чертежи он время от времени украшает вычурными примечаниями наподобие такого:

На этой схеме ты без сомнения поразишься тому, как бездну [звучащего] материала, которая по нашей воле уже была разлита по столь широкой глади звукоряда со всеми видами [консонанса] и позициями ладов, мы, словно усмирив естественное волнение вод, [теперь] уложили в границы крошечного пруда.— Музыка. Глава 13
Вильгельму приписывается астролябия (небольшая колонна со скульптурой и астрономическим чертежом), которая выставлена в Историческом музее Регенсбурга (прибор известен под названием Regensburger Lehrgerät, «Регенсбургское учебное пособие»).

## Рецепция
«Решето монохорда», впервые зафиксированное в музыкальном трактате Вильгельма, было известно вплоть до XIV века (у Арибо Схоласта, Якоба Льежского и в ряде анонимных трактатов) под названием quadripartita figura (букв. «четырёхчастная схема»). Теории Вильгельма развивал в своём музыкальном трактате Теогер из Меца (ок. 1050–1120), который был его прямым учеником в Хирзау.

## Сочинения
- Willehelmi Hirsaugensis Musica, ed. D. Harbinson // Corpus scriptorum de musica 23 (1975) (критическое издание латинского оригинала)